# Geitoneura singa
Geitoneura singa är en fjärilsart som beskrevs av Jean Baptiste Boisduval 1832. Geitoneura singa ingår i släktet Geitoneura och familjen praktfjärilar. Inga underarter finns listade i Catalogue of Life.